# Aprosdoketon
Ein Aprosdoketon (altgriechisch: ἀπροσδόκητον ‚etwas Unerwartetes‘) ist eine rhetorische Figur, die ein unvorhergesehenes, überraschend angewandtes, auffälliges Wort anstelle eines zu erwartenden geläufigen Ausdrucks setzt. Es kann als eine Art stilistischer Pointe angesehen werden. Die Anwendung des Aprosdoketons bezeichnet man als Aprosdokese.

## Beispiel
- „Das war gar nicht mal so gut!“ (statt des erwarteten schlecht)
- „Ich weiß, dass ich nichts weiß.“ (unerwartete Wendung)